# Metamorphosis (album Weston & Knade)
Metamorphosis – album firmowany przez dwóch multiinstrumentalistów: W. Knade, oraz Granta C. Westona z USA, wydany w 2015 roku i dytrybuowany między innymi przez: Sonic Records.

## Lista utworów
1. „Metamorphosis Part 1” – 1:56
2. „Shamman Dance” – 4:04
3. „Ghost Train” – 1:33
4. „Split Personality” – 3:19
5. „Dreaming” – 3:36
6. „Wah Wah Blues” – 4:20
7. „Transformation Zone (Drums Solo)” – 4:13
8. „Keep Smiling” – 3:53
9. „Pleasure” – 4:47
10. „The Cathedral” – 3:53
11. „Incorrigible Dreamer” – 3:28
12. „Metamorphosis Part 2” – 3:47
13. „Metamorphosis Part 3” – 3:47

## Muzycy[2]
- Gitara basowa – Kuba Galinski (utwór: 13), Michał Rybka (utwory: 1 to 12)
- Wiolonczela – Jeffrey Krieger (utwór: 1)
- Instrumenty perkusyjne – Grant Calvin Weston
- Gitara – Karol Korniluk (utwory: 4, 6, 10, 13)
- Harmonijka – Michał Kielak (utwór: 6)
- Instrumenty klawiszowe – Grant Calvin Weston* (utwór: 8), Waldemar Knade (utwór: 2)
- Altówka – Waldemar Knade

## Informacje dodatkowe
- Ilustracje oraz projekt okładki – Łukasz Wodyński
- Instrumenty perkusyjne nagrane zostały przez Granta Calvina Westona w "Third Floor Studio" w Filadelfii w 2014r.
- Pozostałe instrumenty zarejestrowano w Garage Studio w Bydgoszczy, na przełomie 2014/15 roku[3]
- Teledyski do utworów „Wah Wah Blues”,"Metamorphosis Part 2",“Metamorphosis Part 3” zostały zrealizowane przez  Y. Paszkiewicza[4]